# Мстислав (Скрипник)
Мстисла́в (в миру Степан Иванович Скрипник или Скрыпник; 10 апреля 1898, Полтава, Полтавская губерния, Российская империя — 11 июня 1993, Гримсби, провинция Онтарио, Канада) — украинский религиозный деятель, предстоятель Украинской автокефальной православной церкви и Украинской православной церкви Киевского патриархата.

## Биография
Родился в религиозной семье. Его мать была родной сестрой Симона Петлюры.
Окончил полтавскую 1-ю классическую гимназию, затем офицерское училище в Оренбурге. Служил в Русской императорской армии.
Участник гражданской войны на Украине. В марте 1918 года вступил добровольцем в Армию Украинской Народной Республики, в составе которой в 1918—1919 годах принимал участие в боях против отрядов Красной армии. За боевые заслуги ему было присвоено старшинское звание хорунжего. В 1920—1921 годах служил личным адъютантом Главного атамана УНР Симона Петлюры. Выполнял функции дипломатического курьера.

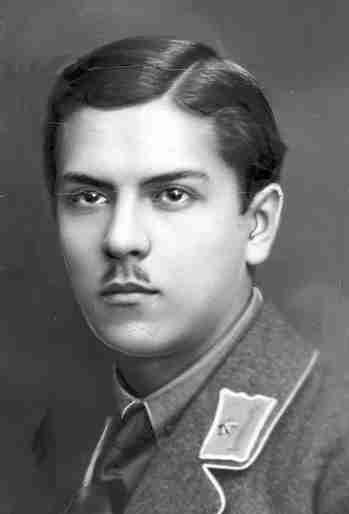
Степан Скрипник. 1920

После разгрома петлюровских войск и отступления в Польшу попал в лагерь для интернированных в Калише. После освобождения из лагеря выехал на Волынь, позже — в Галичину, где работал в украинских кооперативных и культурно-образовательных учреждениях. Учился в варшавской школе политических наук.
С 1930 по 1939 год избирался депутатом польского сейма от украинского населения Волыни. Прославился своими выступлениями на заседаниях сейма в защиту украинских православных церквей. Был постоянным членом президиума Общества имени Петра Могилы в Киеве, основателем и председателем общества «Украинская школа» в Ровно, где постоянно проживал.
Будучи вице-бургомистром Ровно, тесно сотрудничал с волынским воеводой Генриком Юзевским. Перед занятием Ровно Красной армией в сентябре 1939 года переехал в Хелм.
С 1940 года Степан Скрипник — заместитель председателя Холмского епархиального совета, возглавляемого архиепископом Иларионом (Огиенко).
Во время немецкой оккупации Скрыпник участвовал в создании временной оккупационной администрации, возглавил марионеточный Украинский Совет доверия Волыни, стал представителем Рейхминистерства восточных территорий при группе армий «Юг» и доверенным лицом немецкого оккупационного правительства по вопросам гражданского управления. 1 сентября 1941 года в городе Ровно состоялось первое заседание Украинского совета доверия Волыни. В его состав входили в то время писатель Улас Самчук, руководящие деятели ОУН (Б) Ростислав Волошин, Е. Грабец, С. Качинский и другие. Тогда же на заседании совета на Волыни была создана «Временная администрация Украинской православной церкви», которую возглавил архиепископ Поликарп (Сикорский).
Осенью 1941 года Скрипник был избран заместителем председателя Украинского церковного совета на Волыни и связным этого Совета со Всеукраинским церковным советом в Киеве. С августа 1941 года в оккупированном Ровно стал издателем нацистского журнала «Волынь», в котором публиковался с прогитлеровской и антисемитской риторикой.

И сегодня освобождённые кровью и трудом немецкого воина из страшных оков 23-летней московско-жидовской азиатской неволи, мы, украинцы, с гордо поднятым челом поворачиваем к новой Европе, к той Европе, которая появилась в гениальном видении Великого Европейца — Адольфа Гитлера. В такую Европу мы верим, такую Европу мы проповедуем, про такую Европу мы мечтали на протяжении 23 лет, за такую Европу пролито море самой ценной, украинской крови".

## Церковная деятельность
В апреле 1942 года принял диаконство, стал священником. В начале мая 1942 года постригся в монахи, приняв имя Мстислав. 14 мая по решению Собора Украинской автокефальной православной церкви рукоположён во епископа Переяславского. Хиротония состоялась в Андреевском соборе в Киеве.
Провёл в Почаеве переговоры с митрополитом УАПЦ Алексием (Громадским) об объединении двух церквей.
С июня 1942 года владыка Мстислав начал объезжать Украину — Переяславщину, Кременчуг, Лубны, Хорол, Полтаву, Харьков и т. д. В августе немецкая оккупационная власть запретила Мстиславу служить и находиться в Киевском генерал-губернаторстве как на левом, так и на правом берегу Днепра. За отказ ему приказано выехать из генерал-губернаторства. В октябре 1942 года в Ровно Мстислав (Скрипник) был арестован немцами, переправлен в тюрьму в Чернигове, а оттуда в тюрьму в Прилуках, где он находился до весны 1943 года, откуда его перевезли в Киев. В конце апреля его освободили, запретив выезжать за пределы Киева и проводить богослужения.
С 1944 года жил в Варшаве, затем — в Словакии и Германии, где возглавлял епархии в Гессене, Вюртемберге.
Выполнял поручения митрополита Поликарпа (Сикорского) и сопровождал через Австрию и Германию духовенство с семьями, эвакуируемое в более безопасные места в связи с наступлением Советской армии.
Весной 1947 года Собор епископов УАПЦ, состоявшийся на территории Северной Америки, избрал Мстислава архиепископом. Осенью того же года он уехал в Канаду, чтобы там возглавить УАПЦ. В течение трёх лет служил архиепископом Виннипега и всей Канады.
16 октября 1950 года по инициативе Мстислава в Нью-Йорке состоялся Собор по объединению с епархией архиепископа Иоанна (Теодоровича). Новая организация получила название Украинской православной церкви США — самоуправляемой Православной церкви в составе Константинопольского патриархата, ставшей в результате этого самой большой украинской Церковью в США. Иоанн был избран митрополитом УПЦ в США, а Мстислав — заместителем митрополита и главою консистории.

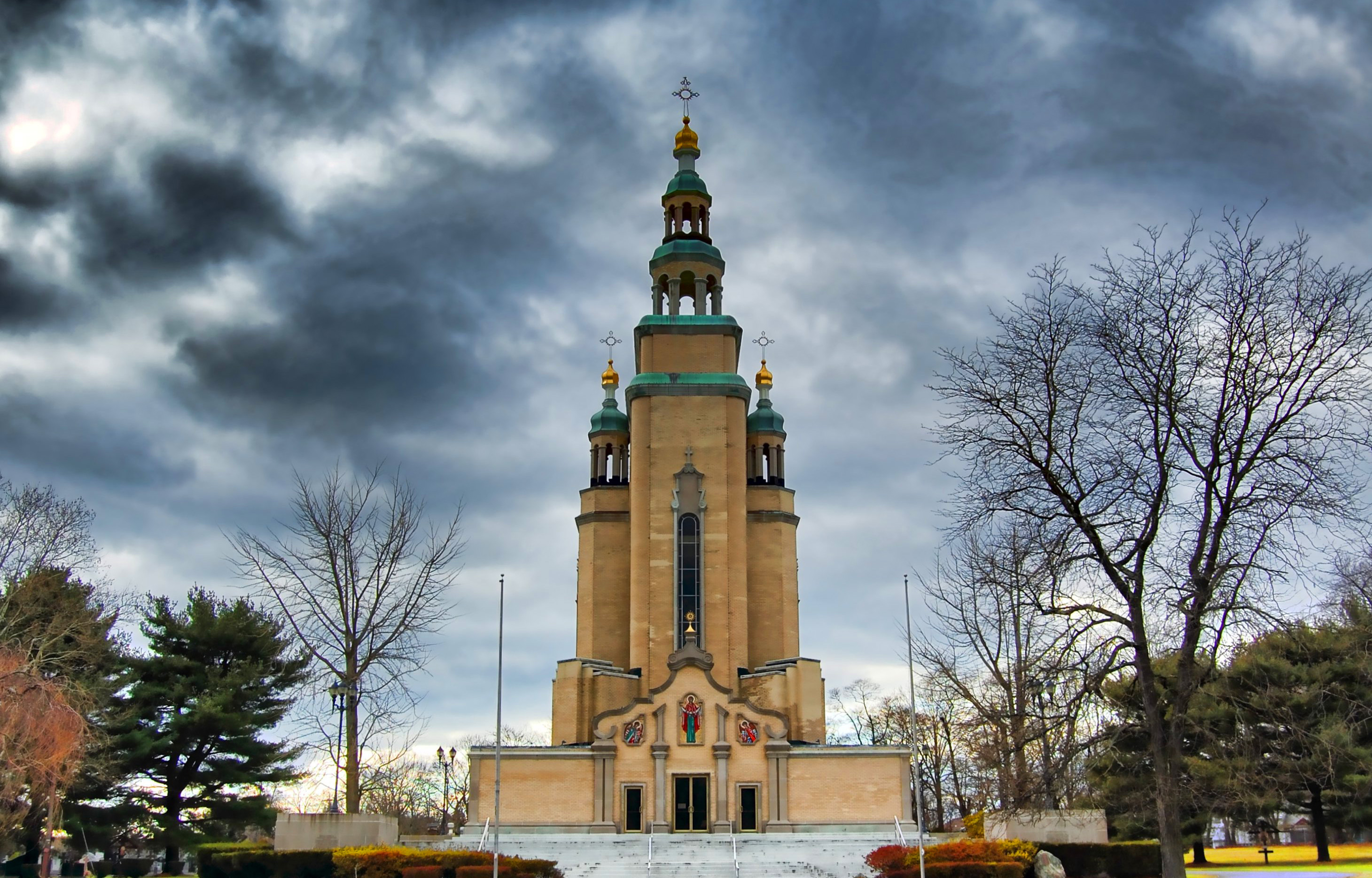
Андреевский собор (Саут-Баунд-Брук)

Благодаря Мстиславу церковь приобрела землю недалеко от Нью-Йорка — в Саут-Баунд-Брук. Здесь был построен церковно-мемориальный комплекс, перенесены консистория и другие учреждения. В 1950-е годы здесь по проекту церковного архитектора Юрия Кодака (сына писателя Степана Васильченко) построен величественный храм — церковь-памятник Святого Андрея Первозванного, а возле неё открыт украинский пантеон — православное кладбище. Сейчас здесь функционируют украинский музей, библиотека, издательство с типографией, украинская православная духовная семинария Святой Софии, издаётся ежемесячный журнал «Украинское православное слово».
В 1971 году митрополит УПЦ в США Иоанн (Теодорович) скончался, его преемником стал митрополит Мстислав (Скрипник).

## Патриаршество
5 июня 1990 в Киеве на I Соборе УАПЦ Мстислав был избран Патриархом Киевским и всей Украины. В октябре 1990 года вновь приехал на Украину, посетив Киев и Львов. 18 ноября 1990 в Соборе святой Софии в Киеве состоялась его интронизация: Мстислав стал первым Патриархом УАПЦ. После создания в 1992 Украинской православной церкви Киевского патриархата провозглашен её Предстоятелем с титулом Патриарха.
1-10 июля 1992 года состоялся визит в Киев из США Мстислава (Скрыпника). Мстиславу был предоставлен бывший санаторий ЦК КПУ в Пуще-Водице под Киевом. 2 июля Мстислав встречался с Президентом Украины Леонидом Кравчуком. К журналистам патриарх допущен не был.
Умер в канадском городе Гримсби. Похоронен на кладбище в Саут-Баунд-Бруке, штат Нью-Джерси, США.

## Память
В его честь названы улицы в Каменце-Подольском, Киеве и Полтаве. В его родном городе Полтаве на улице, названной в его честь, находится музей патриарха Мстислава.
27 сентября 2013 года во Львове на доме 17 по улице Песочной, в котором в 1991—1993 годах во время посещения Львова останавливался патриарх Мстислав, открыли и освятили мемориальную доску. Чин панихиды возглавил митрополит УПЦ КП Димитрий.
Мемориальные доски Патриарху установлены также на фасаде Покровского собора в Ивано-Франковске, на фасаде Андреевской церкви в Киеве, на фасаде Успенской церкви во Львове.

### Мемориальные доски

Мемориальная доска патриарху Мстиславу. Киев, улица Андреевский спуск. Скульптор Владимир Щур
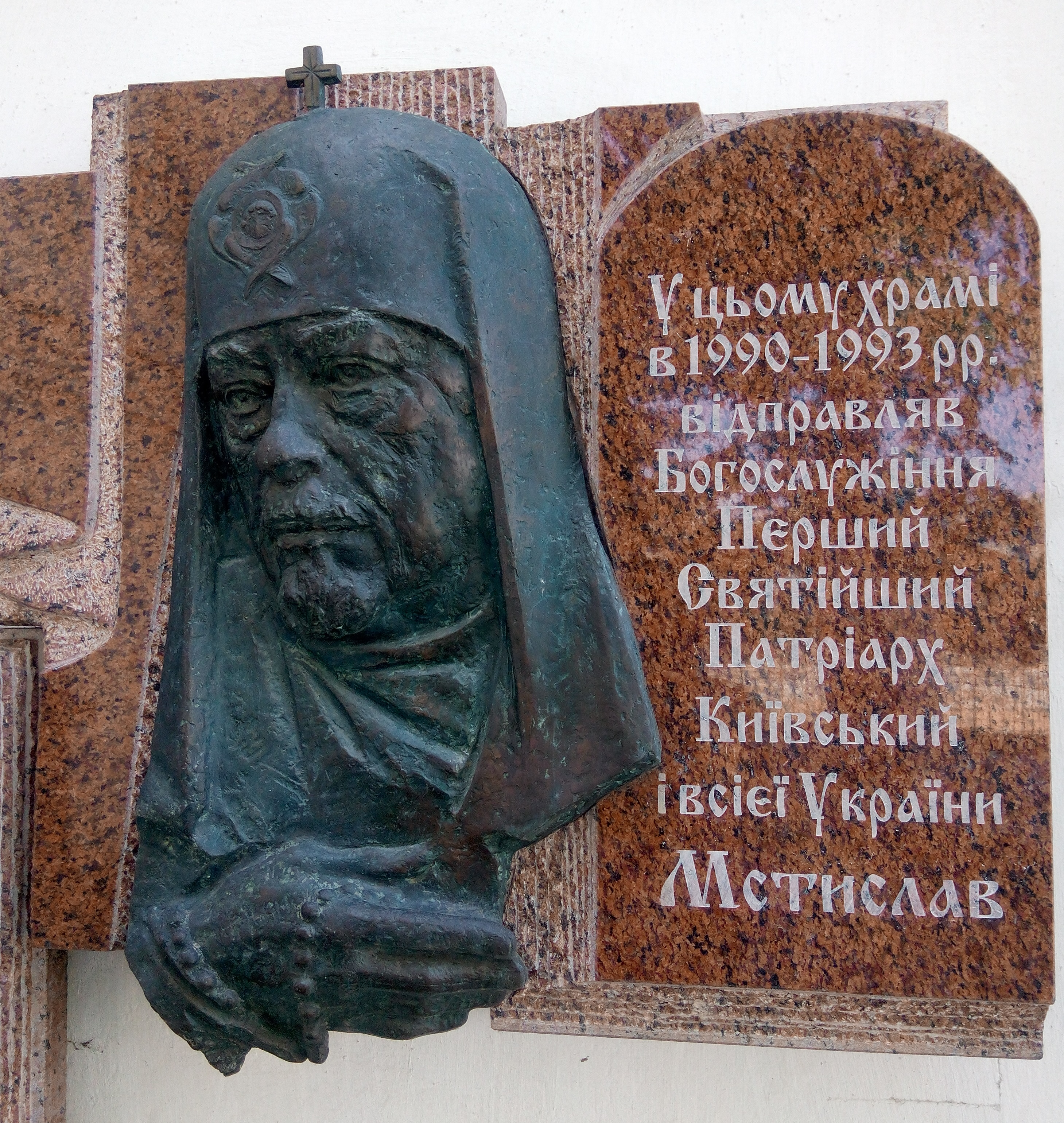
Мемориальная доска патриарху Мстиславу на фасаде Свято-Покровской Подольской церкви в Киеве
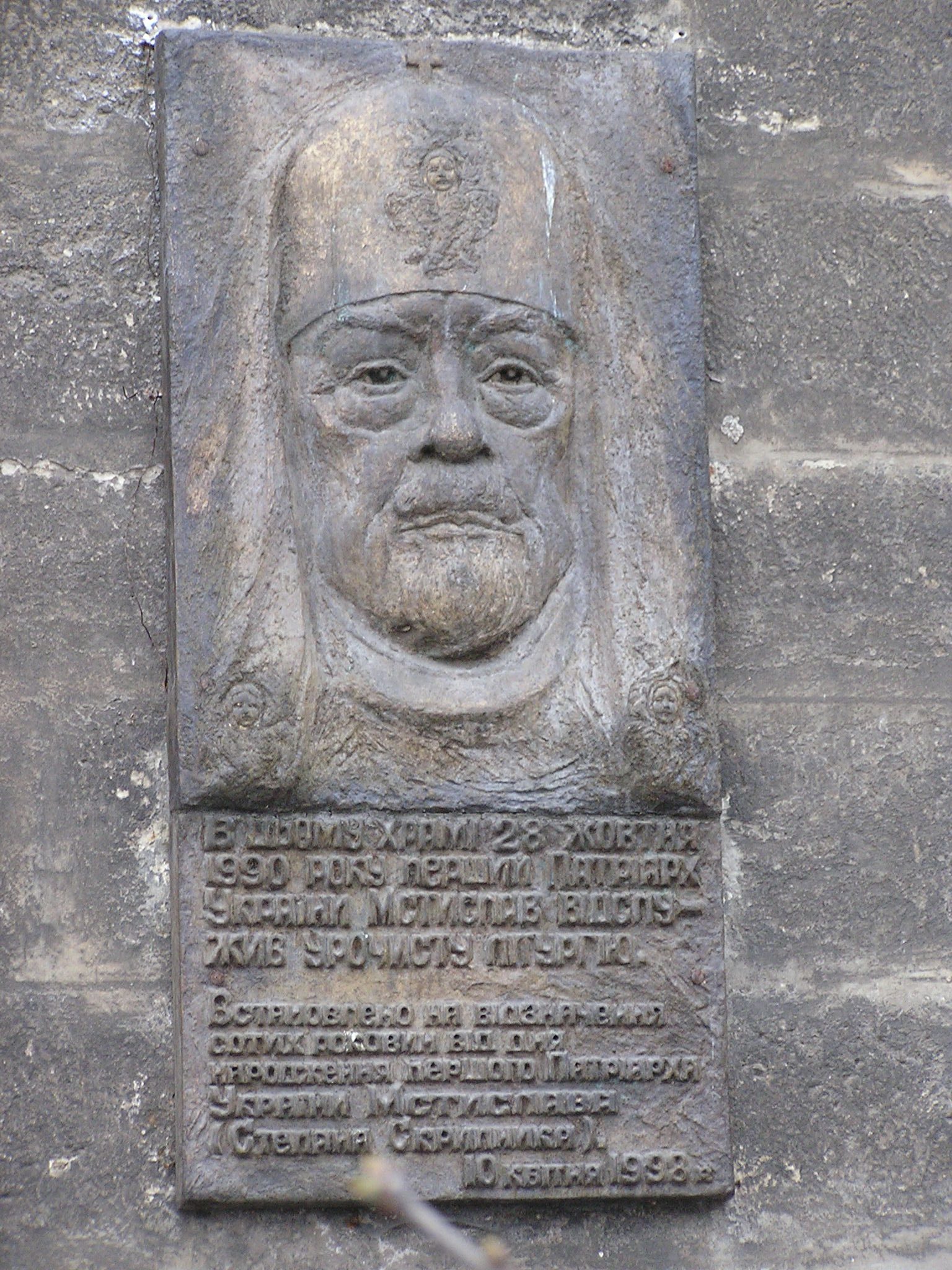
Мемориальная доска в память о патриархе Мстиславе на стене Успенской церкви во Львове